# Ewa Aulinová
Ewa Aulin nepřechýleně Ewa Aulinová (* 13. února 1950 Landskrona) je bývalá švédská filmová herečka.
V roce 1966 vyhrála v Hollywoodu soutěž Miss Teen International. Poté ji Alberto Lattuada angažoval do filmu Don Juan na Sicílii.
Největším úspěchem Ewy Aulinové je titulní role v kultovní psychedelické komedii Candy (1968). Režíroval ji Christian Marquand podle satirického románu Terry Southerna, který je parodií na Voltairovo dílo Candide. Hlavní postavou je naivní školačka, která se při svém zkoumání dospělého světa dostává do kuriózních situací, pramenících většinou z toho, že si neuvědomuje svoji sexuální přitažlivost. Ve filmu hráli Richard Burton, Ringo Starr, Charles Aznavour, Sugar Ray Robinson, Walter Matthau, Marlon Brando nebo Anita Pallenbergová. Aulinová byla za svůj výkon nominována na Zlatý Glóbus pro objev roku, ale cenu nakonec získala Olivia Hussey.
V bláznivé historické komedii Začněte tu revoluci beze mě (1970) si zahrála po boku Gene Wildera. Většinou však byla obsazována do podřadných italských filmů žánru giallo, kde ztělesňovala typ blonďaté sexbomby: Smrt snáší vejce, Dvojník, Smrt se směje na vraha. Tyto role ji neuspokojovaly, proto se rozhodla v roce 1973 hereckou dráhu ukončit a vrátila se do Švédska, kde vystudovala pedagogickou fakultu a pracovala jako učitelka.